# 瀧内公美
瀧内 公美（たきうち くみ、1989年10月21日 - ）は、日本の女優。富山県高岡市出身。

## 来歴
富山県立高岡西高等学校卒業。18歳で上京し大妻女子大学児童教育学部に入学。大学卒業時に、自分が本当に進みたい道を見つめることとなり、スターダストプロモーション所属となる。卒業後に本格的に女優としての活動を開始し、半年後のオーディションで主演を射止めた『グレイトフルデッド』（2014年公開）で映画初主演（笹野高史とのダブル主演）を務める。2015年には映画『日本で一番悪い奴ら』に出演。
2017年、映画『彼女の人生は間違いじゃない』で主演を務め、第42回報知映画賞主演女優賞や第72回毎日映画コンクール主演女優賞にノミネートされ、第27回日本映画プロフェッショナル大賞では新人女優賞、2017年度全国映連賞では女優賞を受賞。
2018年、スターダストプロモーションを退社し、吉住モータースに所属。
2019年、R18＋指定の映画『火口のふたり』で柄本佑と主演を務め、第41回ヨコハマ映画祭は最優秀新人賞を受賞、第93回キネマ旬報ベスト・テンでは主演女優賞に輝いた。本作品では下着の中に手を入れられて陰部を刺激されるシーンや、全裸ヘアヌードで乳房を揉まれる濡れ場・入浴シーンなどを演じた。
2021年9月11日、主演を務めた映画『由宇子の天秤』が劇場公開された。本作における演技によって第20回ラス・パルマス・デ・グラン・カナリア国際映画祭コンペティション部門最優秀女優賞、2021年度全国映連賞女優賞、第31回日本映画批評家大賞主演女優賞、第31回日本映画プロフェッショナル大賞主演女優賞を受賞。
2024年9月30日、6年間所属した吉住モータースを退社したことを発表した。
2025年3月1日、富山の地元紙「北日本新聞」のブランドアンバサダーに就任したことを発表した。

## 人物
特技はバトントワリング、水泳、ブリゲーム（ブリ、ハマチ、ヒラマサ、カンパチを見分けるゲーム）。趣味は山登り、コーヒードリップ、落語鑑賞。

## 出演

### 映画
- エクソシストを探せ（2012年）
- 消しゴム屋 3D（2012年）※ショートムービー
- さよなら渓谷（2013年6月22日、ファントム・フィルム）
- 牙狼外伝 桃幻の笛（2013年7月20日、東北新社） - 阿伎 役
- SHORT MOVIE CRASH 2013 1st Crash「ノアの箱車」（2013年）
- グレイトフルデッド（2014年11月1日、アークエンタテインメント） - 主演・冴島ナミ 役（笹野高史とのダブル主演）[13]
- 横たわる彼女（2014年） - 水嶋カナ 役[2]
- BAR神風〜誤魔化しドライブ〜（2015年4月4日、FAITHentertainment・サモワール・グループ ファースト エース） - 森末麻巳子 役[2]
- ソレダケ / that’s it（2015年5月27日、ライブ・ビューイング・ジャパン） - 咲夜 役[2]
- 夜、逃げる（2016年） - 主演・萌乃 役[14]
- 日本で一番悪い奴ら（2016年6月25日、東映・日活） - ヒロイン・廣田敏子 役[15]
- 闇金ウシジマくん Part3（2016年9月22日、東宝映像事業部 / SDP） - 美緒 役
- ブルーハーツが聴こえる「人にやさしく」（2017年4月8日、ティ・ジョイ） - 看守 役
- 彼女の人生は間違いじゃない（2017年7月15日、ギャガ） - 主演・みゆき 役[16]
- ここは退屈迎えに来て（2018年10月19日、KADOKAWA） - まなみ先生 役[17]
- 21世紀の女の子「Mirror」（2019年2月8日、ABCライツビジネス） - 主演
- 火口のふたり（2019年8月23日、ファントム・フィルム） - 主演・佐藤直子 役[18]
- ユンヒへ（2019年11月14日韓国公開 / 2022年1月7日日本公開、リトルビッグピクチャーズ / トランスフォーマー） - リョウコ 役 ※韓国映画
- カゾクデッサン（2020年3月21日） - 坂口美里 役
- 蒲田前奏曲 第3番「行き止まりの人々」（2020年9月25日） - 主演・黒川瑞樹 役
- アンダードッグ 前編・後編（2020年11月27日公開、東映ビデオ） - ヒロイン・明美 役
- 花束みたいな恋をした（2021年1月29日、東京テアトル / リトルモア） - 原田奏子 役[19]
- 裏アカ（2021年4月2日、アークエンタテインメント） - 主演・伊藤真知子 役[20]
- 由宇子の天秤（2021年9月17日、ビターズ・エンド） - 主演・木下由宇子 役[21]
- かぞく（2023年11月3日、アニプレックス）[22]
- 敵（2025年1月17日、ハピネットファントム・スタジオ/ギークピクチュアズ）- 鷹司靖子 役[23]
- ゆきてかへらぬ（2025年2月21日、キノフィルムズ） - 長谷川イシ 役[24]
- 奇麗な、悪（2025年2月21日、ナカチカピクチャーズ） - 主演[25]
- レイブンズ（2025年3月28日、アークエンタテインメント） - ヒロイン・深瀬洋子 役[26][27]
- 国宝（2025年6月6日、東宝）- 綾乃 役[28]
- ふつうの子ども（2025年9月5日公開予定、murmur） -  三宅冬 役[29]
- 宝島（2025年9月19日公開予定、東映 / ソニー・ピクチャーズ エンタテインメント） - チバナ 役[30]

### テレビドラマ
- トッカン -特別国税徴収官- 第1話（2012年7月4日、日本テレビ）
- 相棒 season11 最終話「酒壺の蛇」（2013年3月19日、テレビ朝日） - 石森典子 役
- 遺留捜査3 第3話（2013年5月1日、テレビ朝日）
- 私たちがプロポーズされないのには、101の理由があってだな 第5話（2014年 - 2015年、LaLa TV）
- ブサイクの神様（2015年2月14日、BSフジ）
- 美女と男子 第9話 - 第15話（2015年6月9日 - 7月21日、NHK総合） - 久保香織 役
- ブスと野獣 第4話（2015年8月22日、フジテレビ）
- ワカコ酒 Season2 第8話（2016年2月26日、BSジャパン） - ヒロイン・ヒデコ 役
- ゆるい 第5話（2016年7月23日、TOKYO MX）
- とげ 小市民 倉永晴之の逆襲（2016年10月8日 - 11月26日、東海テレビ・フジテレビ） - 橘絵里加 役
- ラブホの上野さん 第2話（2017年10月19日、フジテレビ）
- #セルおつ 第3話（2017年5月13日、ABCテレビ） - 主演・カーリー 役
- ゾンビが来たから人生見つめ直した件（2019年1月19日 - 3月9日、NHK総合） - 近藤美佐江 役
- 凪のお暇（2019年7月16日 - 9月17日、TBS） - 足立心 役[31]
- 恋はつづくよどこまでも（2020年1月14日 - 3月17日、TBS） - 石原こずえ 役
- 恋する母たち（2020年10月23日 - 12月18日、TBS） - 斉木由香 役[32]
- 共演NG（2020年10月26日 - 12月7日、テレビ東京） - 与謝野・マウリシオ・リリカ 役[33]
- 岸辺露伴は動かない 第3話（2020年12月30日、NHK総合） - 片平真依 役[34]
- 「メレンゲの気持ち」最終回『ドラマまちゃみ』（2021年3月27日、日本テレビ） - 久本雅美 役
- 大豆田とわ子と三人の元夫 第1話 - 第6話・最終話（2021年4月13日 - 5月18日・6月15日、関西テレビ・フジテレビ） - 古木美怜 役[35]
- さまよう刃（2021年5月15日 - 6月26日、WOWOW） - 小田切ゆかり 役[36]
- 男コピーライター、育休をとる。（2021年7月9日 - 8月13日、WOWOW） - ヒロイン・魚返愛子 役[37]
- 緊急取調室 第4シリーズ 第6話（2021年8月26日、テレビ朝日） - 諸星麻美 役
- 二月の勝者-絶対合格の教室-（2021年10月16日 - 12月18日、日本テレビ） - 桂歌子 役[38]
- 邪神の天秤（2022年2月13日 - 4月17日、WOWOW） - 宮内仁美 役[39]
- WOWOWオリジナルドラマ にんげんこわい 第3話「紺屋高尾」（2022年2月20日、WOWOW）- 高尾太夫 役[40]
- 持続可能な恋ですか?〜父と娘の結婚行進曲〜 第2話 - 最終話（2022年4月26日 - 6月21日、TBS）- 高見沢安奈 役[41]
- リバーサルオーケストラ（2023年1月11日 - 3月15日、日本テレビ） - 佐々木玲緒 役[42][43]
- ああ、ラブホテル 〜秘密〜 第5話「再見、生活費」（2023年6月16日、WOWOW） - 杏子 役[44]
- 大奥 Season2「幕末編」（2023年11月7日 - 12月12日、NHK総合） - 阿部正弘 役[45][46]
- サ道 2023SP（2023年12月24日、テレビ東京） - コハル 役[47]
- 新空港占拠（2024年1月13日 - 3月16日、日本テレビ） - 本庄杏 役[48][49][50]
  - 放送局占拠（2025年7月12日 - ）[51][52]
- 大河ドラマ 光る君へ 第10回 - 最終回（2024年3月10日 - 12月15日、NHK総合） - 源明子 役[53]
- ブラックペアン シーズン2 第6話（2024年8月18日、TBS） - 早川玲子 役[54]
- クジャクのダンス、誰が見た? 第3話 - 最終話（2025年2月7日 - 3月28日、TBS） - 阿南由紀 役[55]
- 連続テレビ小説 あんぱん 第18回 - 第35回（2025年4月23日 - 5月16日、NHK総合） - 黒井雪子 役[56]
- 夜の道標 -ある容疑者を巡る記録（2025年9月14日〈予定〉 - 、WOWOW） - 長尾豊子 役[57]
- シバのおきて〜われら犬バカ編集部〜（2025年9月30日〈予定〉 - 、NHK総合）[58]

### 配信ドラマ
- まだまだ恋はつづくよどこまでも（2020年1月14日 - 3月17日、Paravi） - 石原こずえ 役
- 恋する男たち 第1話（2020年10月23日、Paravi） - 斉木由香 役
- 殺したいほど疲れてる!〜「共演NG」のホントにNGな舞台裏〜 第5話（2020年11月30日、Paravi） - 与謝野・マウリシオ・リリカ 役
- 息をひそめて 第5話・第6話（2021年4月23日、Hulu） - 十和田皐月役[59]
- 二月の勝者〜胸騒ぎの自習室〜（2021年11月20日、Hulu） - 桂歌子 役[60]
- ビハインドオーケストラ（2023年3月1日、Hulu）- 佐々木玲緒 役
- 阿修羅のごとく（2025年1月9日、Netflix） - 赤木啓子 役[61][62]

### バラエティ
- 鶴瓶の家族に乾杯 - 高知県芸西村（2025年6月16、23日、NHK総合）- ゲスト旅人

### 情報番組
- あさイチ「プレミアムトーク　瀧内公美」（2025年2月14日、NHK総合）[63]

### 舞台
- 女の平和（2011年、俳優座劇場）
- 青葉大学新聞部物語（2012年）
- 阿呆の鼻毛で蜻蛉をつなぐ（2012年、本多劇場）
- オアシス〜僕らのいるべき場所〜（2013年）
- どん底（2019年、新国立劇場）
- そして春になった（2020年、本多劇場）
- イキウメの金輪町コレクション （2021年、東京芸術劇場シアターウエスト）
- イントゥ・ザ・ウッズ（2022年、日生劇場 / 梅田芸術劇場メインホール）
- 奇蹟 miracle one-way ticket（2022年、世田谷パブリックシアター / 森ノ宮ピロティホール）
- 天の敵（2022年、本多劇場 / サンケイホールブリーゼ）
- PARCO劇場開場50周年記念シリーズ『ラヴ・レターズ』2023 New Year Special（2023、PARCO劇場）
- PARCO劇場開場50周年記念シリーズ『夜叉ヶ池』（2023、PARCO劇場）
- 夫婦パラダイス〜街の灯はそこに〜（2024年、紀伊國屋ホール 他）[64]
- シッダールタ（2025年 - 2026年〈予定〉、世田谷パブリックシアター 他）[65]

### ミュージックビデオ
- Sonar Pocket「月火水木金土日。〜君に贈る歌〜」（2012年）
- ナオト・インティライミ「恋する季節」（2013年）
- ハジ→「White Winter Love。」（2013年）
- THE ORAL CIGARETTES「嫌い」（2014年）

### CM
- JRA「皐月賞編」（2014年）
- イトーヨーカドー「北海道フェア」（2014年）
- 日本ロレアル「ロレアル ド パリ」（2015年）
- 森永乳業「マウントレーニア カフェラッテライト」（2015年）
- 大日本除虫菊「金鳥の渦巻」（2016年 - ）
- ENEOSでんき「主婦ともだち」編（2021年）
- Amazonプライム「思いのままに」編（2023年）
- 北日本新聞「紙面」編「webunプラス」編（2025年）

### WEB
- 感動系移住MOVIE「ミエタカラ」（2016年）

### ラジオ
- 朗読の世界（2024年3月18日 - 29日、NHK-FM） - 酒井順子『平安ガールフレンズ』[66]

## 写真集
- 『あの頃の「火口のふたり」』（柄本佑と共にモデル、写真：野村佐紀子、文：白石一文、2019年、河出書房新社）

デジタル写真集
- 『イノセントガーデン　此処より: 鶴田直樹×瀧内公美』（撮影：鶴田直樹、2022年、aliEnte）
- 『デジタル原色美女図鑑　瀧内公美　noble』（撮影：丸谷嘉長、2024年、文藝春秋）

## 受賞歴
- 2017年度全国映連賞 女優賞（『彼女の人生は間違いじゃない』）
- 第27回日本映画プロフェッショナル大賞 新進女優賞（『彼女の人生は間違いじゃない』）
- 第41回ヨコハマ映画祭 最優秀新人賞（『火口のふたり』）[8]
- 第93回キネマ旬報ベスト・テン 主演女優賞（『火口のふたり』）[9]
- 第20回ラス・パルマス・デ・グラン・カナリア国際映画祭 コンペティション部門 最優秀女優賞（『由宇子の天秤』）[67]
- 2021年度全国映連賞 女優賞（『由宇子の天秤』）
- 第31回日本映画批評家大賞 主演女優賞（『由宇子の天秤』）
- 第31回日本映画プロフェッショナル大賞主演女優賞（『由宇子の天秤』 ）